# Ken Utsui
Ken Utsui (宇津井健?, Utsui Ken; Tokyo, 24 ottobre 1931 – Nagoya, 14 marzo 2014) è stato un attore giapponese celebre per aver impersonato il supereroe extraterrestre Spaceman (Sūpā Jaiantsu).

## Biografia
Ken Utsui ha lavorato per il teatro, il cinema e la televisione fin dai primi anni cinquanta, interpretando sceneggiati, dorama e serie poliziesche. Per gli amanti di fantascienza il suo nome rimane indissolubilmente legato alla serie di film degli anni cinquanta dedicata a Spaceman (Sūpā Jaiantsu, スーパージャイアンツ, "Super Gigante" in giapponese), risposta giapponese a Superman.

## Filmografia parziale
- I sette samurai (七人の侍 Shichinin no Samurai), regia di Akira Kurosawa (1954)
- Mukodono! - dorama (2001)
- Gokusen - serie televisiva (2002)
- Kiken na aneki - dorama (2005)
- Yamada Tarō monogatari - dorama (2007)
- Sasaki fusai no jingi naki tatakai - dorama (2008)
- Gokusen: The Movie (ごくせん THE MOVIE Gokusen: The Movie), regia di Toya Sato (2009)